# Polana Jugowska
Polana Jugowska (820–860 m n.p.m.), niem. Hausdorfer Plan – polana w Sudetach Środkowych, w Górach Sowich.

## Położenie i opis
Polana położona jest na północ od miejscowości Jugów, na obszarze Parku Krajobrazowego Gór Sowich, w południowo-zachodniej części Gór Sowich, po zachodniej stronie od Przełęczy Jugowskiej. 
Jest to obszerna górska łąka, położona obok Przełęczy Jugowskiej, na wysokości około 820–860 m n.p.m., na południowo-wschodnim o łagodnym spadzie zboczu Koziej Równi. Na polance znajdują się dwie wiaty turystyczne i wyciągi narciarskie z trasami zjazdowymi – polanka stanowi punkt widokowy z panoramą na Wzgórza Wyrębińskie i górną część Doliny Jugowskiego Potoku. Do polany prowadzi droga lokalna z Jugowa do Pieszyc, przy której na wschód od polany znajduje się parking. Polana najokazalej prezentuje się w okresie wegetacyjnym, kiedy pokryta jest kwitnąca roślinnością. 

## Turystyka
Przez polanę prowadzą szlaki turystyczne:
pieszy
- czerwony - fragment Głównego szlaku Sudeckiego prowadzący z Wielkiej Sowy (1015 m n.p.m.) na Kalenicę i dalej.

narciarski
- czerwony - z Przełęczy Jugowskiej do schroniska Andrzejówka na Przełęczy Trzech Dolin w Górach Suchych.